# Distretto di Bordj El Emir Abdelkader
Il distretto di Bordj El Emir Abdelkader è un distretto della provincia di Tissemsilt, in Algeria.

## Comuni
Il distretto di Bordj El Emir Abdelkader comprende solo 2 comuni:
- Bordj El Emir Abdelkader
- Youssoufia